# Proacidalia gigasvitatha
Proacidalia gigasvitatha är en fjärilsart som beskrevs av Ruggero Verity 1935. Proacidalia gigasvitatha ingår i släktet Proacidalia och familjen praktfjärilar. Inga underarter finns listade i Catalogue of Life.